# سلمان السعيد
سلمان السعيد مواليد 16 فبراير 1991، هو لاعب كرة قدم سعودي يلعب حالياً في نادي الزلفي كظهير أيسر.

## مسيرة اللاعب
لعب مع نادي النجمة ونادي الزلفي.